# Пановская (приток Кети)
Пановская (Пикаиха) — река в Томской области России. Устье реки находится в 251 км по правому берегу реки Кеть, в протоке Пановская Старица. Длина реки составляет 12 км. Высота устья — 63 м над уровнем моря.

## Данные водного реестра
По данным государственного водного реестра России относится к Верхнеобскому бассейновому округу, водохозяйственный участок реки — Кеть, речной подбассейн реки — бассейн притоков (Верхней) Оби от Чулыма до Кети. Речной бассейн реки — (Верхняя) Обь до впадения Иртыша.